# Thayer megye
Thayer megye az Amerikai Egyesült Államokban, azon belül Nebraska államban található. Megyeszékhelye és legnagyobb városa Hebron. Lakosainak száma 5034 fő (2020. április 1.). Thayer megye Fillmore, Republic, Nuckolls, Saline, Jefferson és Washington megyékkel határos.

## Népesség
A megye népességének változása:
| Lakosok száma | 5219 | 5169 | 5147 | 5189 | 5163 | 5034 |
|               | 2010 | 2011 | 2012 | 2013 | 2015 | 2020 |